# Жараспайський сільський округ
Жараспа́йський сільський округ (каз. Жарасбай ауылдық округі, рос. Жараспайский сельский округ) — адміністративна одиниця у складі Нуринського району Карагандинської області Казахстану. Адміністративний центр та єдиний населений пункт — село Жараспай.
Населення — 394 особи (2021; 599 у 2009, 1172 у 1999, 1714 у 1989).
Станом на 1989 рік існувала Жараспайська сільська рада (села Арикти, Жараспай, Край-Камис, Малайкудук). 2007 року було ліквідовано село Малайкудук.

## Склад
До складу округу входять такі населені пункти:
| Населений пункт  | Населення, осіб (1989) | Населення, осіб (1999) | Населення, осіб (2009) | Населення, осіб (2021) |
| ---------------- | ---------------------- | ---------------------- | ---------------------- | ---------------------- |
| Арикти, село     | 166                    | 81                     | -                      | -                      |
| Жараспай, село   | 1358                   | 1030                   | 599                    | 394                    |
| Краукамис, село  | 79                     | -                      | -                      | -                      |
| Малайкудук, село | 111                    | 61                     | -                      | -                      |